# Noviant-aux-Prés
Noviant-aux-Prés é uma comuna francesa na região administrativa de Grande Leste, no departamento de Meurthe-et-Moselle. Estende-se por uma área de 11,19 km². Em 2010 a comuna tinha 266 habitantes (densidade: 23,8 hab./km²).